# Mafriano
Mafriano (in siriaco: ܡܦܪܝܢܐ, maphryānā) è un titolo della gerarchia della Chiesa ortodossa siriaca, inferiore solo a quello di patriarca e superiore a quello di metropolita. È considerato equivalente al titolo occidentale di primate. La carica del mafriano è chiamata mafrianato. Nella Chiesa ortodossa siriaca ci sono stati tre mafrianati e solamente uno nella Chiesa cattolica siriaca.
Il primo mafrianato, chiamato Mafrianato dell'Est o Mafrianato di Tigrit, nacque nell'anno 628 per dare alla Chiesa ortodossa siriaca una gerarchia ecclesiastica nell'impero sasanide e legittimare la titolarità dei possedimenti terrieri al di fuori del territorio dell'impero romano.
Il titolo di Mafriano fu tuttavia utilizzato per la prima volta nel XII secolo. Nel 1156 la sede dell'autorità fu trasferita a Mosul. Dal 1495 al 1844 il titolo spettò ai Patriarchi di Tur Abdin, restando non chiaro quale tipo di giurisdizione esercitassero realmente. Nel 1860, la sua giurisdizione fu abolita a seguito del numero decrescente di ortodossi al di fuori della regione di Tur Abdin, divenendo per lungo tempo una sede titolare. Baselios Isḥaq Jbeir divenne tre anni dopo l'unico cattolico siriaco ad ottenere questo titolo, ormai puramente onorifico.
La formazione della Chiesa ortodossa siriaca del Malankara in India segnò nel 1912 la rinascita di un mafrianato. Nata come chiesa autocefala, fu poi riconosciuta nel 1958 dal regnante Patriarca di Antiochia. Nel 1975 tale chiesa decise di scindersi dalla Chiesa cristiana siriaca giacobita. Da allora in India convissero due mafrianati, sebbene il titolo in uso fosse quello di Catholicos.

## Elenco diocesi del Mafriano dell'Est
Il titolo è considerato di pari grado a quello di Catholicos, del quale negli ultimi secoli è stato sostanzialmente un sinonimo. Sotto l'autorità del Mafriano dell'Est furono poste le seguenti diocesi:
- Diocesi di Maʿdan
- Diocesi di Arzun
- Diocesi di Segestan
- Diocesi di Herat
- Diocesi di Adarbaigan
- Diocesi di Beth Nuhadra
- Diocesi di Beth Ramman
- Diocesi di Beth Waziq
- Diocesi di Gazarta d'Beth Zabdai
- Diocesi di Shahrzur
- Diocesi di Karma
- Diocesi di Gumal
- Diocesi di Shigar
- Diocesi di Peroz-Shabur
- Diocesi di Mar Mattai
- Diocesi di Beth Arbaye.